# Pseudoxyrhopus microps
Espèce
Statut de conservation UICN

 LC  : Préoccupation mineure
Pseudoxyrhopus microps est une espèce de serpents de la famille des Lamprophiidae. 

## Répartition
Cette espèce est endémique de l'Est de Madagascar (île de Nosy Be comprise).

## Publication originale
- Günther, 1881 : Seventh Contribution to the Knowledge of the Fauna of Madagascar. Annals and magazine of natural history, ser. 5, vol. 7, p. 357-360 (texte intégral).